# The Essential Ozzy Osbourne
The Essential Ozzy Osbourne es un álbum recopilatorio de Ozzy Osbourne, publicado en el 2003. Alcanzó el puesto #81 en las listas de éxitos de los Estados Unidos, y el puesto #21 en el Reino Unido.

## Lista de canciones
Disco Uno
1. "Crazy Train" (Ozzy Osbourne, Randy Rhoads, Bob Daisley) - 4:50
2. "Mr. Crowley" (Osbourne, Rhoads, Daisley) - 4:55
3. "I Don't Know (Live)" (Osbourne, Rhoads, Daisley) - 5:00
4. "Suicide Solution" (Osbourne, Rhoads, Daisley) - 4:16
5. "Goodbye to Romance" (Osbourne, Rhoads, Daisley) - 5:32
6. "Over the Mountain" (Osbourne, Rhoads, Daisley, Lee Kerslake) - 4:31
7. "Flying High Again" (Osbourne, Rhoads, Daisley, Kerslake) - 4:38
8. "Diary of a Madman" (Osbourne, Rhoads, Daisley, Kerslake) - 6:12
9. "Paranoid (Live)" (Osbourne, Tony Iommi, Geezer Butler, Bill Ward) - 2:52
10. "Bark at the Moon" (Osbourne) - 4:15
11. "You're No Different" (Osbourne) - 5:49
12. "So Tired" - 4:00
13. "Rock 'n' Roll Rebel" (Osbourne) - 5:21
14. "Breakin' All The Rules" (Osbourne, Zakk Wylde, Daisley, Randy Castillo) - 5:13
15. "Crazy Babies" (Osbourne, Wylde, Daisley) - 4:13
16. "Miracle Man" (Osbourne, Wylde, Daisley, Castillo, John Sinclair) - 3:43
17. "Fire in the Sky" (Osbourne, Wylde, Daisley, Castillo, Sinclair) - 6:24

Disco Dos
1. "Mama, I'm Coming Home" (Osbourne, Wylde, Lemmy) - 4:11
2. "Desire" (Osbourne, Wylde, Castillo, Lemmy) - 5:45
3. "No More Tears" (Osbourne, Wylde, Mike Inez, Castillo, John Purdell) - 7:22
4. "Time After Time" (Osbourne, Wylde) - 4:20
5. "Road to Nowhere" (Osbourne, Wylde, Castillo) - 5:09
6. "I Don't Want to Change the World" (Live) (Osbourne, Wylde, Castillo, Lemmy) - 4:05
7. "Perry Mason" (Osbourne, Wylde, Purdell) - 5:53
8. "I Just Want You" (Osbourne, Jim Vallance) - 4:56
9. "Thunder Underground" (Osbourne, Wylde, Castillo) - 6:28
10. "See You on the Other Side" (Osbourne, Wylde, Lemmy) - 6:09
11. "Gets Me Through" (Osbourne, Tim Palmer) - 5:04
12. "Dreamer" (Osbourne, Marti Frederiksen, Mick Jones) - 4:44
13. "No Easy Way Out" (Osbourne, Palmer) - 5:06